# Zygocera canosa
Zygocera canosa là một loài bọ cánh cứng trong họ Cerambycidae.